# Stenocereus thurberi
Espèce
Statut de conservation UICN

 LC  : Préoccupation mineure
Statut CITES
Stenocereus thurberi, également appelé cactus orgue, est une espèce de cactus originaire du désert de Sonora.